# Сахно-Устимович, Александр Александрович
Алекса́ндр Алекса́ндрович Сахно́-Устимо́вич (1880—1973) — офицер Русской императорской армии, адъютант главного начальника Киевского военного округа (1915—1917); в 1918 году — полковник армии Украинской Державы, генеральный есаул (старший адъютант) гетмана Павла Скоропадского. С 1919 года — участник Белого движения, с 1921 года — политэмигрант в Германии, в США.

## Биография
Из потомственных дворян Полтавской губернии, — казацкого рода Сахно-Устимовичей, к которому принадлежали, в частности, участник Отечественной войны 1812 года штабс-капитан Василий Петрович Сахно-Устимович,  участник войн на Кавказе полковник (отставной генерал-майор), командир конных полков Кубанского казачьего войска Александр Васильевич Сахно-Устимович (1824—1912) и другие военные и гражданские чиновники.
Воспитывался в Владимирском Киевском кадетском корпусе, по окончании которого вступил в военную службу юнкером Константиновского артиллерийского училища (Санкт-Петербург). Окончив, по 1-му разряду, училище, в августе 1901 года был произведен из портупей-юнкеров в подпоручики, со старшинством с 09.08.1900 и с назначением в 5-ю артиллерийскую бригаду (Житомир).
В январе 1903 года переведен в Кавказскую резервную артиллерийскую бригаду (Владикавказ), в августе 1904 года, за выслугу лет, был произведен в поручики.
В августе 1906 года переведен в 7-й мортирный артиллерийский дивизион; в октябре того же года возвращён обратно в Кавказскую резервную артиллерийскую бригаду.
В апреле 1908 года — переведен в 7-й Восточно-Сибирский горный артиллерийский дивизион (временная дислокация дивизиона — город Ардаган). В августе того же года, за выслугу лет, произведен в штабс-капитаны, в ноябре того же года — переведен обратно в Кавказскую резервную артиллерийскую бригаду (Владикавказ).
В июне 1909 года штабс-капитан Сахно-Устимович, Александр Александрович, был переведен в 1-ю Терскую артиллерийскую батарею Терского казачьего войска, с переименованием в подъесаулы (дислокация батареи — Ахалкалаки, Тифлисская губерния).
В октябре 1910 года подъесаул Сахно-Устимович (Александр) был переведен в Киев, в штаб Киевского военного округа офицером для усиления, с переименованием в штабс-ротмистры и с зачислением по армейской кавалерии.
Участник Первой мировой войны. В октябре 1914 года был назначен исправляющим должность помощника старшего адъютанта штаба Киевского военного округа на театре военных действий. Вскоре был назначен адъютантом главного начальника Киевского военного округа (генерала Троцкого) и в декабре 1915 года, за выслугу лет, произведен в ротмистры. За отлично-усердную службу и труды, понесённые во время военных действий, был награждён тремя орденами и удостоен Высочайшего благоволения Государя Императора.
После Февральской революции 1917 года Александр Александрович Сахно-Устимович был одним из первых организаторов украинского военного движения в российской армии. 8 марта 1917 года он был избран заместителем председателя совета воинов-украинцев киевского гарнизона, на основе которого был основан Украинский военный клуб имени Павла Полуботка.
В апреле 1917 года был командирован в штаб Одесского военного округа, сформировал и возглавил в Одессе, в мае 1917 года, украинизированный 1-й Гайдамацкий курень (батальон) в составе русской (бывшей императорской) армии, развёрнутый осенью 1917 года в украинизированную Одесскую Гайдамацкую бригаду, перешедшую после Октябрьской революции 1917 года на сторону Украинской народной республики.
С конца 1917 года ротмистр Сахно-Устимович, Александр Александрович, — на службе в украинской армии в чине войскового старшины (подполковника).
В 1918 году, накануне гетманского переворота, состоявшегося 29 апреля 1918 года, вместе с полковником Каракуцей формировал части, которые участвовали в разгоне украинской Центральной Рады. Он же, вместе с полковником Глинским и подполковником Бенецким, руководил частями, которые захватывали государственные учреждения. После установления Гетманата получил должность старшего есаула (старшего адъютанта) гетмана Скоропадского, произведен в полковники украинской армии, назначен командиром атаманской конной сотни.
После ликвидации Гетманата Александр Александрович Сахно-Устимович не стал служить в украинской республиканской армии под командованием атамана Петлюры, — принял участие в российском «белом» движении.
В 1919—1920 годах служил в войсках Деникина. С весны 1920 года в чине полковника служил в гражданском управлении штаба армии Врангеля. Как эксперт по украинскому вопросу разработал проект восстановления Запорожского казацкого войска на принципах автономии Украины в составе Российской небольшевистской федерации.
Осенью 1920 года руководил так называемым Екатеринославским повстанческим ко́шем (формированием), подчинявшимся штабу врангелевской армии, в 1921 году вывел это формирование в Румынию и присоединил к интернированной там 2-й пулемётной бригаде армии УНР.
С 1921 года — в эмиграции в Германии.
В ряде источников указывалось, что Александр Александрович Сахно-Устимович умер в Берлине в 1942 году и был похоронен на кладбище Тегель. Историк И. Петров установил, что в Берлине похоронен его сын, также Александр (11.10.1910 — 15.06.1942), тогда как сам полковник Сахно-Устимович в 1956 году на пароходе, из Бремерхафена, эмигрировал в Нью-Йорк (США) вместе с женой сына Екатериной (1913 года рождения) и внучкой Татьяной (1940 года рождения).
Скончался Александр Александрович Сахно-Устимович в январе 1973 года в Чикаго, штат Иллинойс, США.

## Награды
- Медаль «В память 300-летия царствования дома Романовых» (1913)
- Орден Святого Станислава 3-й степени (ВП от 02.05.1915)
- Орден Святого Станислава 2-й степени (ВП от 22.11.1915)
- Высочайшее благоволение …за отлично-усердную службу… (ВП от 13.01.1916)
- Орден Святой Анны 3-й степени (ВП от 14.08.1916)

## Комментарии
- К биографии Александра Александровича Сахно-Устимовича иногда ошибочно приписывают эпизоды из биографий его родственников-однофамильцев, офицеров Русской императорской армии, служивших, как и он, в Терском казачьем войске, — Василия Александровича Сахно-Устимовича[23] и Алексея Алексеевича Сахно-Устимовича[24].
  - Сахно-Устимович Василий Александрович (1870—???) — по некоторым данным, родной брат Александра Александровича Сахно-Устимовича, — воспитывался в Петровском Полтавском кадетском корпусе. В 1890 году, в Москве, окончил 3-е Александровское военное училище, в августе 1890 года произведен из юнкеров в подпоручики и выпущен в 17-й резервный пехотный кадровый батальон[25] (город Олита, Виленская губерния), переименованный в 1891 году в Ново-Трокский резервный пехотный батальон, в 1892 году названный 182-м резервным пехотным Ново-Трокским полком, а в 1898 году — 169-м пехотным Ново-Трокским полком. В 1895 году произведен, на вакансию, в поручики[26], в феврале 1898 года — уволен от службы и зачислен в запас армейской пехоты (по Пирятинскому уезду Полтавской губернии)[27]. В ноябре 1903 года поручик Василий Александрович Сахно-Устимович был определён в службу, с назначением сверхштатным младшим офицером для особых поручений при начальнике Терской области и наказном атамане Терского казачьего войска (ТКВ), с зачислением по тому же войску и с переименованием в сотники[28]. Участник Русско-японской войны с апреля 1905 года в составе 1-го Сунженско-Владикавказского полка ТКВ Сводной Кавказской казачьей дивизии Сводного кавалерийского корпуса генерала Мищенко. Был произведен в подъесаулы[29], за отличия в делах против японцев, награждён орденом Святого Станислава 3-й степени с мечами и бантом[30]. После войны, в марте 1907 года, назначен в Управление атамана Пятигорского отдела Терской области участковым начальником, с зачислением по Терскому казачьему войску[31]. В июле 1908 года был награждён орденом Святой Анны 3-й степени[32]. На 01.01.1908[33], на 01.01.1909[34][35], на 01.01.1910[36] Сахно-Устимович Василий Александрович — подъесаул Терского казачьего войска на должности участкового начальника в управлении Пятигорского отдела Терской области. Информация о дальнейшей судьбе Василия Александровича Сахно-Устимовича отсутствует; в «Терских календарях» статистического комитета Терской области за 1911—1915 годы он не упоминается.
  - Сахно-Устимович Алексей Алексеевич (1873—1964) — | Внешние изображения | Внешние изображения                                                                                                 |
| ------------------- | --- |
|                     | Подъесаул Сахно-Устимович Алексей Алексеевич в форме офицера Терского казачьего войска, с наградами (1907/1910 год) |
|                     | Эмигрант, работник пекарни Сахно-Устимович Алексей Алексеевич (Германия, 1930 год)                                  |прямой потомок участника Отечественной войны 1812 года штабс-капитана Василия Сахно-Устимовича[37]. Воспитывался в Петровском Полтавском кадетском корпусе. В 1895 году окончил Елисаветградское кавалерийское училище, — выпущен эстандарт-юнкером в 25-й драгунский Казанский полк, переименованный в 1907 году в 9-й драгунский Казанский полк (город Ромны, Полтавская губерния), и в феврале 1896 года произведен в корнеты[38]. В январе 1900 года переведен в Осетинский конный дивизион[39] (Владикавказ), в апреле 1900 года произведен в поручики[40] В сентябре 1903 года был награждён орденом Святого Станислава 3-й степени[41]. В сентябре 1904 года произведен, за выслугу лет, в штабс-ротмистры[42]. Участвовал в Русско-японской войне, был награждён «…за отлично-усердную службу и труды, понесённые во время военных действий», орденом Святой Анны 3-й степени[43] и орденом Святого Станислава 2-й степени[44], а также медалью «В память Русско-японской войны». Имел орден Восходящей звезды Бухарского эмирата (серебряную звезду). В октябре 1907 года был назначен младшим офицером для особых поручений при начальнике Терской области и наказном атамане Терского казачьего войска, с зачислением по этому войску и с переименованием в подъесаулы[45]. В 1908—1909 годах служил во Владикавказе, в канцелярии начальника Терской области — врид обер-офицера для поручений. На 01.01.1910 — обер-офицер для особых поручений при наказном атамане ТКВ[46] (Владикавказ). В «Терских календарях» статистического комитета Терской области за 1911—1915 годы он не упоминается (Вера Арсеньевна Сахно-Устимович, вероятно — его жена, в эти годы преподавала немецкий и французский языки в учебных заведениях Владикавказа). Высочайшим Приказом от 12 ноября 1913 года подъесаул Терского казачьего войска Сахно-Устимович (Алексей) был зачислен в запас армейской кавалерии по Киевскому уезду, с переименованием в штабс-ротмистры. Имел право на ношение медалей: «В память 200-летия Полтавской битвы» (служил офицером в драгунском Казанском полку), «В память Отечественной войны 1812 года», «В память 100-летия Отечественной войны 1812 года», «В память 300-летия царствования дома Романовых». В начале Первой мировой войны Сахно-Устимович, Алексей Алексеевич, был призван из запаса на службу и зачислен в 15-й обозный батальон военного времени (в состав которого входил также 75-й военный транспорт). В годы войны он, «…за отлично-усердную службу и труды, понесённые во время военных действий», был награждён орденами Святой Анны 2-й степени[47] и Святого Владимира 4-й степени[48], удостоен Высочайшего благоволения Государя Императора[49]; за выслугу лет в июле 1916 года был произведен в ротмистры[50]. В гражданскую войну служил в Вооружённых силах Юга России, был произведен в полковники. В начале 1920 года эвакуирован из Новороссийска на корабле «Спарта». В эмиграции жил в Германии, работал в пекарне. Умер в Доме престарелых 18 ноября 1964 года в Дармштадте (Германия).